# Mulheres Ricas
Mulheres Ricas foi um reality show brasileiro que relatou a vida de mulheres brasileiras com alto poder aquisitivo. O formato foi criado por Diego Guebel, produzido pela produtora Eyeworks e exibido na Band. É inspirado no formato americano do "The Real Housewives". O primeiro episódio foi exibido em 2 de janeiro de 2012. A primeira temporada encerrou-se em 5 de março de 2012 e a segunda temporada começou em janeiro de 2013. Apesar de não ter os motivos declarados, o reality show teve seu fim anunciado no último trimestre de 2013, podendo ser o corte de custos o motivo para tal ato.
Foi anunciada, por Val Marchiori, a volta do reality em 2019, protagonizado pelas socialites da primeira temporada. A produção seria inicialmente independente e gerida pelas próprias ricas. A Netflix e RedeTV! faziam parte das negociações, mas o retorno do programa não se concretizou.

## Formato
Mulheres Ricas foi um programa de televisão que retrata a vida extravagante de socialites e suas famílias, incluindo maratonas de compras, festas, planejamento de viagens exóticas, e outros elementos da vida no luxo e no glamour.

### Participantes
| Mulheres Ricas        | Temporada    | Temporada    |
| Mulheres Ricas        | 1            | 2            |
| --------------------- | ------------ | ------------ |
| Narcisa Tamborindeguy | Principal    | Principal    |
| Val Marchiori         | Principal    | Principal    |
| Débora Rodrigues      | Principal    |              |
| Lydia Sayeg           | Principal    | Participação |
| Brunete Fraccaroli    | Principal    | Participação |
| Aeileen Varejão       |              | Principal    |
| Andréa de Nóbrega     |              | Principal    |
| Cozete Gomes          |              | Principal    |
| Mariana Mesquita      |              | Principal    |
| Regina Manssur        |              | Participação |
| Flávia Rocha          | Participação | Participação |

## Repercussão
O programa estreou no dia 2 de janeiro de 2012 substituindo o Custe o Que Custar no período de férias, entre as 22:20 e 23:30. A estreia foi um sucesso, atingindo 4,5 pontos de média e 6 pontos de pico na medição do Ibope, além de ter ocupado seis dos dez trending topics brasileiros do Twitter durante a exibição. Na mesma semana, a Band começou a negociar uma segunda temporada. O programa teve repercussão negativa em jornais estrangeiros como Daily Mail e The Guardian por representar um deboche das desigualdades sociais no Brasil, além de simbolizar o momento de crescimento econômico pelo qual o país passa. O programa repercutiu negativamente também no Observatório da Imprensa, que o considerou uma afronta aos pobres brasileiros.
Apesar das críticas, o sucesso continuou no segundo episódio, que marcou 5 pontos de média, impulsionado pela atenção dada pela imprensa.
No terceiro episódio, a audiência caiu para 3 pontos. A exibição coincidiu pela primeira vez com um episódio do Big Brother Brasil, da Rede Globo, que na ocasião exibiu a eliminação de um participante acusado de estupro, levando o programa ao recorde da temporada. Além disso, no mesmo horário também foi apresentada a estreia de uma nova temporada de Astros, no SBT. Até o final da temporada manteve os níveis baixos, marcando 3 pontos no último episódio.